# Casa de la Carnicería
La Casa de la Carnicería è un edificio ubicato sul lato sud della piazza Mayor di Madrid. Si tratta di un immobile di quattro piani, con l'ultimo piano a forma di attico, con la pianta bassa porticata, e i laterali coronati da torri angolari.

## Storia
Dopo il 1565, il corregidor Francisco di Sotomayor suggerisce la costruzione di un edificio dedicato esclusivamente alla vendita di carne. La prima costruzione era destinata al magazzino generale delle carni da cui si rifornivano i mercati del paese. Nel XVI secolo la vendita delle verdure era destinata esclusivamente ai banchi installati nella vicina Puerta de Sol.
Anche se si ignora la data esatta della costruzione dell'edificio odierno, si crede che sia stato ricostruito completamente dopo il primo incendio della plaza Mayor nel 1631, quando il lato sud della piazza rimase deturpato e la facciata del palazzo totalmente diroccata. Per la ricostruzione venne seguito lo stile della Casa della Panadería, che è situata giusto di fronte. Oggi la sua facciata è omogenea con il resto degli edifici della Piazza. Si distingue per due guglie sul tetto e la pianta dell'attico innalzata tra gli stessi.
Alla fine del XIX secolo divenne la sede della Tenencia de Alcaldía.
Da principio del XX secolo divenne la Terza Casa Consistorial, ospitando diversi uffici comunali, e nel 1918, l'appena creata Emeroteca Municipale. Di proprietà del Comune di Madrid, il suo ultimo uso è stato come sede del Consiglio Municipale del Distretto Centro di Madrid fino 2008.